# Bissezeele
Bissezeele (niederländisch Bissezele) ist eine französische Gemeinde im Département Nord mit 242 Einwohnern (Stand 1. Januar 2022) in der Region Hauts-de-France. Sie gehört zum Arrondissement Dunkerque und zum Kanton Wormhout. Die Einwohner nennen sich Bissezeelois.

## Geografie
Die Gemeinde Bissezeele liegt in der historischen Provinz Flandern in der Landschaft Blootland, die sich entlang der nordfranzösischen und südbelgischen Kanalküste erstreckt, und befindet sich etwa 16 Kilometer südlich von Dünkirchen und 13 Kilometer von der Grenze zu Belgien entfernt. Umgeben wird Bissezeele von den Nachbargemeinden Crochte im Südwesten, Westen, Nordwesten, Norden und Nordosten und Esquelbecq im Südosten und Süden.

## Bevölkerungsentwicklung
| Jahr                       | 1962 | 1968 | 1975 | 1982 | 1990 | 1999 | 2007 | 2020 |
| Einwohner                  | 180  | 199  | 166  | 161  | 178  | 174  | 189  | 250  |
| Quellen: Cassini und INSEE |      |      |      |      |      |      |      |      |

## Sehenswürdigkeiten
- Kirche Saint-Adrien aus dem 19. Jahrhundert

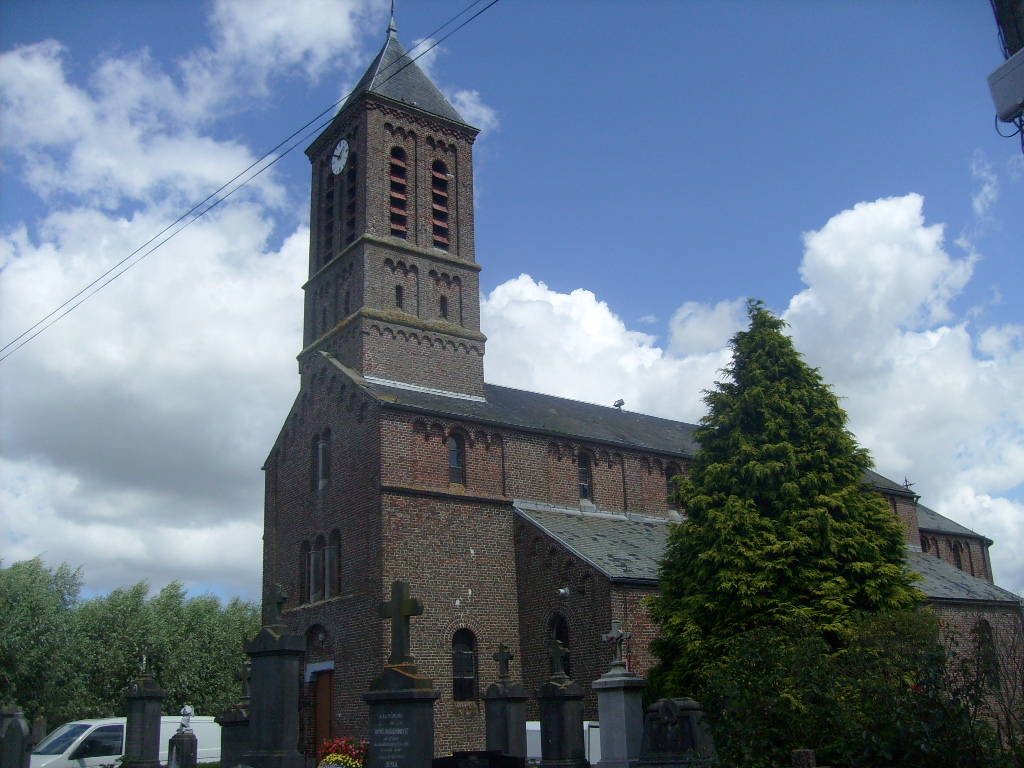
Kirche Saint-Adrien